# Постоянно присъствие на БЗНС
Постоянното присъствие на БЗНС (съкратено ПП на БЗНС) е висш ръководен орган на Българския земеделски народен съюз от създаването му (1899) и до разцеплението му (1990), след което всяко БЗНС има свое постоянно присъствие. В различните периоди на съществуване, ПП на БЗНС има различно наименование на ръководните длъжности. По време на социализма то е част от висшата номенклатура.
В периода 1899 – 1945 г. длъжностите в Постоянното присъствие се разпределят, както следва:
- 1. главен секретар, който е председател на БЗНС;
- 2. секретари на Постоянното присъствие, които са заместник-председатели на БЗНС;
- 3. членове на Постоянното присъствие, които са лица със съвещателен глас в БЗНС.

През 1945 – 1990 г. длъжностите в Постоянното присъствие се изменят и се наричат:
- 1. секретар на БЗНС, който е председател на БЗНС;
- 2. секретари на Постоянното присъствие, които са заместник-председатели на БЗНС, като всеки ръководи отделен ресор;
- 3. членове на Постоянното присъствие, които (за разлика от предходния период) имат не само съвещателен глас в БЗНС но и могат да бъдат завеждащи отделите на Постоянното присъствие, но са подчинени на съответния секретар на Постоянното присъствие, който ръководи ресора.

През периода на социализма длъжностите в Постоянното присъствие на БЗНС са приравнени към ръководните държавни длъжности на България и заедно с членовете на Политбюро на ЦК на БКП съгласно член 1, алинея 3 от Конституцията на НРБ от 1971 г. ръководят изграждането на развито социалистическо общество, имайки по този начин съръководна роля с БКП в управлението на България. Длъжностите в Постоянното присъствие на БЗНС се равняват, съгласно Единния държавен протокол на България, на следните държавни длъжности:
- 1. секретар (председател) на БЗНС — съответства на председател на Президиума на Народното събрание през 1964 – 1971 г. и по-късно и преди това е изравнена с член на Политбюро на ЦК на БКП;
- 2. секретари (заместник-председатели) на Постоянното присъствие на БЗНС — съответства на държавна длъжност, по-висока с 1 степен от министър и по-ниска с 1 степен от заместник-председател на Министерския съвет;
- 3. член на Постоянното присъствие на БЗНС — съответства на първи заместник-министър.

Секретарят на БЗНС, секретарите на Постоянното присъствие и членовете на ПП винаги заемат и държавни длъжности паралелно с партийните им постове, като най-често секретарят на БЗНС е председател на Президиума на Народното събрание, а по-късно — първи заместник-председател на Държавния съвет на НРБ, секретарите на Постоянното присъствие са заместник-председатели на Министерски съвет или на Държавния съвет и министри и членове на Държавния съвет, а членовете на Постоянното присъствие са най-често министри и по-рядко заместник-председатели на Народното събрание.
През 1990 г. длъжностите в Постоянното присъствие са изменени и стават:
- 1. Председател на БЗНС;
- 2. Организационен секретар;
- 3. Членове на Постоянното присъствие.

Съответно след отпадането на член 1 от Конституцията на България държавният статут на ръководните длъжности на БЗНС също отпада.

## ПП избрано на 35 конгрес (21 май 1986)

### Имена, длъжност и период
- 1. Петър Танчев – секретар на БЗНС (21 май 1986 – 2 декември 1989)
- 2. Алекси Иванов – секретар на ПП на БЗНС, ресор: организационен и политическа просвета (21 май 1986 – 2 декември 1989)
- 3. Ангел Димитров – секретар на ПП на БЗНС, ресор: международни връзки (21 май 1986 – 2 декември 1989)
- 4. Николай Георгиев – секретар на ПП на БЗНС, ресор: финансово-административен (21 май 1986 – 10 юни 1987)
- 5. Янко Марков – секретар на ПП на БЗНС, ресор: строителство (21 май 1986 – 22 декември 1989)
- 6. Пандо Ванчев – секретар на ПП на БЗНС, ресор: селско стопанство (21 май 1986 – 2 декември 1989)
- 7. Светла Даскалова – член на ПП на БЗНС (21 май 1986 – 22 декември 1989)
- 8. Милена Стамболийска – член на ПП на БЗНС, завеждащ отдел „Политическа просвета“ (21 май 1986 – 22 декември 1989)
- 9. Радой Попиванов – член на ПП на БЗНС (21 май 1986 – 2 декември 1989)
- 10. Димитър Димитров – член на ПП на БЗНС, главен редактор на вестник „Земеделско знаме“ (21 май 1986 – 22 декември 1989)
- 11. Костадин Янчев – член на ПП на БЗНС, завеждащ (до 1987 г.) отдел „Организационен“ (21 май 1986 – 22 декември 1989)
- 12. Виктор Вълков – член на ПП на БЗНС, завеждащ отдел „Международни връзки“ (21 май 1986 – 22 декември 1989)
- 13. Георги Менов – член на ПП на БЗНС, завеждащ (до декември 1988 г.) отдел „Селско стопанство“ (21 май 1986 – 22 декември 1989)

### Промени (2 декември 1989)
- 1. Ангел Димитров — секретар на БЗНС (2 – 22 декември 1989)